# Hyponerita amelia
Hyponerita amelia är en fjärilsart som beskrevs av William Schaus 1911. Hyponerita amelia ingår i släktet Hyponerita och familjen björnspinnare. Inga underarter finns listade i Catalogue of Life.